# Соломін Павло Павлович
Павло Павлович Соломін (узб. Pavel Pavlovich Solomin / рос. Павел Павлович Соломин; нар. 15 червня 1982, Ташкент, Узбецька РСР) — узбецький футболіст, нападник.

## Клубна кар'єра
Народився в Ташкенті. Розпочав професійну кар'єру в столичному «Тракторі». У 2003 році дебютував в Суперлізі Узбекистану. Перший сезон був для нього успішним – відзначився 11-ма голами у 15 матчах і суттєво допоміг «Трактору» зберегти місце в лізі. Наступний рік був менш результативним, відзначився 8-ма голами, але цього разу «Трактор» посів 5 місце. 2005 року провів 12 матчів за ташкентський «Пахтакор» і забив 6 м'ячів. Але влітку був відданий в оренду до узбецької Суперліги «Пахтакор», де боровся за місце в команді з Олександром Гейнрихом. Він виграв титул чемпіона Узбекистану, але «Пахтакор» не продовжив оренду і в 2006 році Соломін повернувся в «Трактор». Клуб завершив сезон на 5 місці в таблиці, а з 21 голом став найкращим бомбардиром місцевого чемпіонату. 2007 року перейшов до російського «Сатурна». Дебютував у Прем'єр-лізі 21 квітня в матчі проти казанського «Рубіна» (1:0). Гра в «Сатурні» не склалася: Соломін провів у російському чемпіонаті два матчі загальною тривалістю 6 хвилин. 2008 року повернувся до Узбекистану, перейшов у наманганський «Навбахор». У лютому 2008 року перебував на перегляді у краснодарській «Кубані». Наступний сезон провів у ташкентському «Локомотиві.
21 лютого 2010 року підписав контракт з індонезійським клубом «Шривіджая». Його контракт на другу половину сезону 2009/10 років оцінюється в 600 мільйонів індонезійських рупій (близько 65 тис. доларів). Першим голом за нову команду відзначився в поєдинку проти «Бонтанга». Відзначився переможним голом за «Шривіджаю» у фіналі Кубку Індонезії проти «Ареми».
Під час зимової перерви сезону 2011/12 років проходив на перегляді в ташкентському «Локомотиві», але сезон 2012 розпочав у клубі «Травмайчі» (Ташкент) з Другої ліги Узбекистану, чемпіонат Ташкента.
У серпні 2012 року підписав контракт з «Машалом». У лютому 2012 року перейшов у «Шуртан». У 2014 року грав в Індонезії, за «Путра Самарінда». У 2016 році повернувся на батьківщину, в «Обод».

## Кар'єра в збірній
У національній збірній Узбекистану дебютував 6 вересня 2006 року в нічийному (0:0) матчі проти Гонконгу. Першим голом за збірну відзначився 22 липня 2007 року на 80-й хвилині матчі проти Саудівської Аравії (2:1), через дві хвилини після виходу на поле замість Азізбека Хайдарова. Боровся за місце в лінії атаки з Олександром Гейнрихом, Максимом Шацьким і Улугбеком Бакаєвим. У складі збірної брав участь у Кубку Азії 2007 року. Всього у формі національної збірної провів 15 матчів та відзначився 2-ма голами.

## Кар'єра тренера
19 травня 2021 року підписав контракт з футбольною командою Університету Вебстера в Ташкенті.

## Статистика виступів

### Клубна
| Сезон   | Клуб                  | Країна     | Змагання              | Матчі | Голи |
| ------- | --------------------- | ---------- | --------------------- | ----- | ---- |
| 2003    | «Трактор» (Ташкент)   | Узбекистан | Суперліга Узбекистану | 15    | 11   |
| 2004    | «Трактор» (Ташкент)   | Узбекистан | Суперліга Узбекистану | 25    | 8    |
| 2005    | «Трактор» (Ташкент)   | Узбекистан | Суперліга Узбекистану | 13    | 4    |
| 2005    | «Трактор» (Ташкент)   | Узбекистан | Суперліга Узбекистану | 12    | 6    |
| 2006    | «Трактор» (Ташкент)   | Узбекистан | Суперліга Узбекистану | 30    | 21   |
| 2007    | «Сатурн» (Раменське)  | Росія      | Прем'єр-ліга          | 2     | 0    |
| 2008    | «Навбахор» (Наманган) | Узбекистан | Суперліга Узбекистану | 23    | 3    |
| 2009    | «Локомотив» (Ташкент) | Узбекистан | Суперліга Узбекистану | 23    | 2    |
| 2009/10 | «Шривіджая»           | Індонезія  | Суперліга Індонезії   | 12    | 5    |
| 2010/11 | «Путра Самарінда»     | Індонезія  | Суперліга Індонезії   | 15    | 3    |
| 2012    | «Машал» (Муборак)     | Узбекистан | Суперліга Узбекистану | 11    | 5    |
| 2013    | «Шуртан»              | Узбекистан | Суперліга Узбекистану | 11    | 5    |
| 2014    | «Путра Самарінда»     | Індонезія  | Суперліга Індонезії   | 10    | 2    |

### Голи за збірну
| № | Дата           | Місце               | Сперник           | Рахунок | Результат | Змагання         |
| - | -------------- | ------------------- | ----------------- | ------- | --------- | ---------------- |
| 1 | 22 липня 2007  | Джакарта, Індонезія | Саудівська Аравія | 2-1     | Поразка   | Кубок Азії 2007  |
| 2 | 24 грудня 2007 | Бангкок, Таїланд    | Північна Корея    | 2-2     | Нічия     | Товариський матч |

## Досягнення

### Клубні
«Пахтакор»
- Суперліга Узбекистану
  -  Чемпіон (1): 2005

- Кубок Узбекистану
  -  Володар (1): 2005

«Путра Самарінда»
- Кубок Індонезії
  -  Володар (1): 2010

### Індивідуальні
- Найкращий бомбардир Суперліги Узбекистану: 2006 (21 гол)